# Richard Dooling
Richard Dooling (* 1954 in Omaha, Nebraska) ist ein US-amerikanischer Schriftsteller, Drehbuchautor und Rechtsanwalt.

## Leben und Werk
Richard Dooling wurde 1954 in Omaha, Nebraska geboren. 1976 schloss er das Studium der englischen Literatur an der Saint Louis University ab und arbeitete ab 1979 als Anästhesietechniker in Krankenhäusern. In den 1980er Jahren reiste er ein Jahr lang durch Afrika und Europa. Ab 1984 begann er Rechtswissenschaft an der University of Nebraska zu studieren, schloss 1987 ab und wurde Rechtsanwalt in St. Louis.
Sein erster Roman Critical Care (1992) wurde 1997 vom Regisseur Sidney Lumet verfilmt; deutscher Titel des Films: Sterben und erben. Sein nächster Roman war White Man's Grave (1994), der für den National Book Award nominiert wurde. Ihm folgten  Brain Storm (1998) und Bet Your Life (2002). In Zusammenarbeit mit Stephen King schrieb er unter dem Pseudonym Eleanor Druse das Drehbuch The Journals of Eleanor Druse (2004) für die TV-Serie Kingdom Hospital.

## Werke

### Romane
- Critical Care, 1992 (Bett fünf, übersetzt von Gerhard Beckmann, 1997 ISBN 3-423-15104-8).
  - Verfilmung Critical Care, mit Kyra Sedgwick und James Spader, Regie Sidney Lumet 1997 (dt. Titel Sterben und erben).
- White Man's Grave, 1994 (Grab des weißen Mannes, übersetzt von Dirk van Gunsteren, 1996).
- Brain Storm, 1998 (Watsons Brainstorm, übersetzt von Giovanni und Ditte Bandini, Wien, 1999).
- Bet Your Life, 2002.
- The Journals of Eleanor Druse, 2004 (Das Tagebuch der Eleanor Druse : rätselhafte Vorfälle im Kingdom Hospital, übersetzt von Claudia Gliemann und Thomas A. Merk, ISBN 3-453-87964-3).

### Sachbücher
- Blue Streak: Swearing, Free Speech, and Sexual Harassment, 1996.
- Rapture for the Geeks: When AI Outsmarts IQ, 2008.

### Drehbuch
- Dolan’s Cadillac adaptiertes Drehbuch nach Stephen Kings gleichnamiger Geschichte aus dem Band Alpträume.